# Mörtgöl (Tryserums socken, Småland, 644888-153761)
Mörtgöl är en sjö i Valdemarsviks kommun i Småland och ingår i Vindåns huvudavrinningsområde.